# آزوما موریساکی
آزوما موریساکی (به ژاپنی: 森崎 東) (زادهٔ ۱۹ نوامبر ۱۹۲۷) کارگردان و فیلم‌نامه‌نویس اهل ژاپن است. وی در استان ناگاساکی متولد شده و از دانشگاه کیوتو فارغ‌التحصیل شده‌است.